# Fritz Schilgen
Fritz Schilgen, né le 8 septembre 1906 à Kronberg et mort le 12 septembre 2005 dans la même commune, est un ancien athlète allemand. Lors de la cérémonie d'ouverture des Jeux olympiques d'été de 1936 à Berlin il est le dernier relayeur de la flamme olympique et procède à l'allumage de la vasque. C'est Joseph Goebbels, sur une idée de Carl Diem, qui décide d'un relais avec la torche.

## Biographie
Fritz Schilgen est le second fils du recteur de l'université de Kronberg. Après la Première Guerre mondiale, il commence une carrière de demi-fond et de fond. Parallèlement, il étudie l'ingénierie électrique à l'université de technologie de Darmstadt. 

### Carrière sportive
En 1929, 1931 et 1933 il termine 3e du 1500 m aux Championnats d'Allemagne. 
Aux championnats du monde universitaires de 1928 il remporte la médaille d'argent au relais 4 × 400 mètres et en 1930 la médaille d'argent sur 5 000 mètres (qu'il court en 15 min 25 s 07).
Le 1er août 1936 il allume la flamme olympique lors de Jeux de la XIe Olympiade à Berlin. Choisi comme « symbole de la jeunesse sportive allemande », il n'appartenait pas au parti nazi et n'a jamais participé en tant qu'athlète aux Jeux olympiques.

#### Clubs
- De 1926 à 1932 : ASC Darmstadt
- 1933 : SG Siemens Berlin
- 1934 à 1935 : Telefunken Berlin
- Après 1935 : SC Victoria Hamburg et ASC Darmstadt.

### Après la Seconde Guerre mondiale
Fritz Schilgen a été consultant auprès du Comité international olympique et a participé à l'organisation des Jeux olympiques de Munich en 1972. 
En 1996, à l'occasion du centième anniversaire des Jeux modernes, il a eu l'honneur d'allumer de nouveau la flamme au stade olympique de Berlin.